# Hemiarius
Hemiarius — рід риб родини Арієві ряду сомоподібних. Має 4 види.

## Опис
Загальна довжина представників цього роду коливається від 12 до 120 см. Голова звужена, помірної довжини. Є 3 пари коротких вусів. Очі невеличкі. Тулуб витягнутий. Спинний плавець піднятий, з короткою основою, 1 гострим шипом. Черево велике. Жировий плавець невеличкий. Грудні плавці довгі. Анальний плавець довгий. Хвостовий плавець витягнутий, розрізаний.
Забарвлення спини темних кольорів, нижня частина тіла й черево сріблясте або біле. Плавці з жовтуватим і червонуватим кольором.

## Спосіб життя
Воліють до морської й солонуватої води, естуаріїв. Один вид (H. verricosus) є прісноводним. Активні у присмерку. Живляться молюсками й ракоподібними. Великі види додають в раціон рибу.

## Розповсюдження
Мешкають біля берегів Австралії, Новій Гвінеї, Індонезії, Камбоджі, Пакистану, М'янми, Таїланду, Малайзії і В'єтнаму.

## Види
- Hemiarius dioctes
- Hemiarius harmandi
- Hemiarius stormii
- Hemiarius verrucosus